# Воскресіння (роман)
«Воскресіння» (рос. Воскресение) — останній роман російського письменника Льва Миколайовича Толстого, написаний ним у 1889–1899 роках.
Майже одразу після публікації, роман був перекладений на основні європейські мови. У 1899 р. роман друкують окремими виданнями в перекладах французькою, німецькою, англійською, сербохорватською і словацькою мовами. Відразу ж з'являються видання багатьма іншими європейськими і азійськими мовами — українською (1899—1900), шведською (1899—1900), фінською (1899—1900), угорською (1900), болгарською (1900), голландською (1900), норвезькою (1900), італійською (1900), польською (1900), іспанською (1901), японською (1905), арабською (1907), перською (1906—1911), турецькою (1907), румунською (1910), португальською (1913) та китайською (1914) мовами. У Польщі майже одночасно твір вийшов у трьох різних польських перекладах: два з них видані в 1900 р. у Варшаві, а третій — 1901 р. у Львові. Такий успіх пояснювався гостротою обраної теми (доля спокушеної і кинутої офіцером дівчини, почуття провини перед якою змінює життя спокусника) і колосальним інтересом до творчості Толстого, який не видавав романів після «Війни і миру» та «Анни Кареніної».

## Переклади українською
- Український переклад роману Л. Толстого «Відродження» уперше здійснив Василь Сімович. Твір друкувався в газеті «Буковина» впродовж ., а в 1901 р. у Чернівцях вийшло окреме його видання. Твір був перекладений під назвою «Відродженє»[3].
- Вдруге переклад роману здійснив Антін Хуторян. Роман був опублікований у 1952 р. у київському «Державному видавництві художньої літератури» під назвою «Воскресіння»[3].

## Історія створення
Роман «Воскресіння» автор писав у 1889–1890, 1895 — 1896, 1898 — 1899 роках. Тричі впродовж вказаних років, з перервами. Спочатку твір писався під назвою «Коневська повість», тому що в червні 1887 року Анатолій Федорович Коні розповів Толстому історію про те, як один з присяжних засідателів під час суду упізнав в обвинуваченій в крадіжці повії жінку, яку він колись спокусив. Жінка носила прізвище Оні, і була повією найнижчого розряду, з понівеченою хворобою особистістю. Спокусник, ймовірно, колись любив її і вирішив на ній одружитися. Він багато клопотав за неї, але його зусилля виявилися марними: жінка померла у в'язниці.
Трагічність ситуації відображає сутність проституції і нагадує розповідь Гі де Мопассана «Порт» — улюблене оповідання Толстого, яке він переклав, назвавши «Франсуаза»:  матрос, повернувшись з далекого плавання, в порту знайшов публічний будинок, взяв жінку і впізнав у ній сестру тільки тоді, коли вона почала його розпитувати, чи не бачив він в морі такого-то матроса, і назвала йому його власне ім'я.
Вражений розповіддю Коні, Лев Толстой попросив віддати йому тему. Письменник розгорнув життєву ситуацію в конфлікт, і ця робота зайняла кілька років письменницької праці і одинадцять років роздумів.
Толстой, працюючи над романом, в січні 1899-го відвідував наглядача уБутирській в'язниці І. М. Виноградова та розпитував його про тюремний побут. У квітні 1899 року, Толстой приїхав до Бутирської в'язниці, щоб пройти разом з засудженими в Сибір шлях до Миколаївського вокзалу, а потім зобразив цей шлях в романі. Коли роман почав друкуватися, Толстой взявся за його переробку та буквально за ніч до публікації чергової глави «Не вгамовувався: раз почавши дописувати, він не міг уже зупинитися; чим далі він писав, тим більше захоплювався, часто переробляв написане, міняв, викреслював …»
Повний рукопис роману перевищує 8000 листів. Для порівняння, рукопис роману Флобер а «Пані Боварі», який він писав 5 років, становить 1788 відкоригованих сторінок (в остаточному варіанті 487 сторінок).

## Герої роману та їх прототипи

### Катюша Маслова
Катерина Михайлівна Маслова — дочка неодруженої дворової жінки від проїжджого цигана. У три роки, після смерті матері, Катюша була взята в панський будинок двома старими панянками, поміщицями, і виросла у них, — за визначенням Толстого, — «напівпокоївкою, напіввихованкою». Коли їй минуло шістнадцять років, Катюша закохалася в молодого студента, племінника поміщиць, князя Нехлюдова, який приїхав погостювати до своїх тітоньок. Через два роки, по дорозі на війну, Нехлюдов знову заїхав до тітоньки і, пробувши чотири дні, напередодні свого від'їзду спокусив Катюшу, сунувши їй в останній день сторублевого папірця. Дізнавшись про свою вагітність і втративши надію на те, що Нехлюдов повернеться, Маслова наговорила поміщицям грубощів і попросила розрахунку. У будинку сільської вдови-повитухи вона народила. Дитину відвезли в виховний будинок, де, як сказали Масловій, вона негайно після померла. Оговтавшись після пологів, Маслова знайшла місце в будинку у лісничого, який, почекавши слушну хвилину, оволодів нею. Дружина лісничого, одного разу застав його з Масловою, кинулася бити її. Маслова не далася і сталася бійка, внаслідок якої її вигнали, не заплативши заробленого.
Тоді Катюша перебралася в місто, де після ряду невдалих спроб знайти собі відповідне місце, опинилася в будинку терпимості. Щоб приспати свою совість, Маслова склала собі такий світогляд, при якому вона могла не соромитися положення повії. Світогляд це полягав в тому, що головне благо всіх без винятку чоловіків полягає в статевому спілкуванні з привабливими жінками. Вона ж — приваблива жінка, може задовольняти або не задовольняти це їхнє бажання. За сім років Маслова змінила два будинки розпусти і один раз була в лікарні.
Після того вона була поміщена в острог, — за підозрою в отруєнні з метою викрасти гроші свого клієнта, — де пробула в очікуванні суду шість місяців.
У порівнянні з долею Розалі Они, в романі Толстого реальна історія зовсім переосмислена. З самого початку роботи над романом, він «наближає» матеріал, роблячи його більш «особистим», а персонажі більш зрозумілими для себе. Таким чином, сцена спокушання Катюші створюється Толстим вже на основі особистих спогадів про свою юнацької зв'язку з покоївкою на ім'я Гаша, що жила в будинку його тітки. Незадовго до смерті, Толстой розповів своєму біографу Бірюкову про «злочини», які він зробив в молодості спокусивши Гашу:  «вона була невинна, я її спокусив, її прогнали, і вона загинула» .

### Дмитро Нехлюдов
Дмитро Іванович Нехлюдов — князь, людина з вищого суспільства. Молодого Нехлюдова Толстой характеризує чесним, самовідданим юнаком, готовим віддати себе на всяке добре діло і вважав своїм «справжнім я» свою духовну істоту. В юності Нехлюдов, який мріє зробити всіх людей щасливими, думає, читає, говорить про Бога, правді, багатстві, бідності; вважає за потрібне стримувати свої потреби; мріє про жінку тільки як про дружину і бачить вищу духовну насолоду в жертві в ім'я моральних вимог. Такий світогляд і вчинки Нехлюдова визнаються  його оточенням дивиною і хвалькуватої оригінальністю. Коли ж, досягнувши повноліття, він, являючись захопленим послідовником Герберта Спенсера і Генрі Джорджа, віддає селянам маєток, успадковуваний від батька, тому що вважає несправедливим володіння землею, тож цей вчинок викликає жах його матері й рідних, і робиться постійним предметом докору і глузування над ним всіх його родичів. Спочатку Нехлюдов намагається боротися, але боротися виявляється занадто складно і, не витримавши боротьби, він здається, стаючи таким, яким хочуть його бачити навколишні і абсолютно заглушивши в собі той голос, який вимагає від нього чогось іншого. Потім Нехлюдов надходить у військову службу, яка по Толстому  «розбещує людей» . І ось, вже такою людиною, по дорозі в полк, він заїжджає в село до своїх тітоньки, де спокушає закохану в нього Катюшу і, в останній день перед від'їздом, суне їй сторублёвую папірець, втішаючи себе тим, що «всі так роблять». Вийшовши з армії в чині гвардії поручика, Нехлюдов селиться в Москві, де веде дозвільне життя нудьгуючого естета, витонченого егоїста, люблячого тільки свою насолоду.

## Центральна сюжетна лінія роману
В окружному суді за участю присяжних засідателів слухається справа про викрадення грошей і отруєнні, які спричинили смерть купця Смелькова. Серед трьох обвинувачених у злочині постає міщанка Катерина Маслова, що займається проституцією. Маслова виявляється невинною, але, в результаті судової помилки, її засуджують до чотирьох років каторги в Сибіру
На суді, в числі присяжних засідателів, присутній князь Дмитро Нехлюдов, який упізнає в підсудній Масловій дівчину, котра близько десяти років тому, була спокушена і кинута ним. Відчуваючи свою провину перед Масловою, Нехлюдов вирішує найняти для неї відомого адвоката, подати справу до касації і допомогти грошима.
Вразила Нехлюдова несправедливість в суді, ставлення до цього чиновників викликають в ньому почуття огиди і відрази до всіх людей, з якими йому в цей день, після суду, доводиться бачитися і, особливо, до представників того вищого світу, яке оточує його. Він думає скоріше звільнитися від роботи присяжного, від суспільства, що отчує його, і виїхати за кордон. І ось, розмірковуючи над цим, Нехлюдов згадує Маслову; спершу арештанткою — який він її бачив на суді, а потім, в його уяві, одна за одною, починають виникати хвилини, пережиті з нею.
Згадуючи своє життя, Нехлюдов відчуває себе мерзотником і негідником, і починає усвідомлювати, що все то огиду до людей, яке він відчував весь цей день, по суті було огидою до самого себе, до тієї дозвільної та скверною життя, яку він вів і, природно, знаходив для себе суспільство людей, що ведуть таку ж життя, як і він. Прагнучи за будь-яку ціну порвати з цим життям, Нехлюдов більше не думає про закордон — яка була б звичайним втечею. Він вирішує покаятися перед Катюшею, зробити все, щоб полегшити її долю, просити вибачення  «як діти просять» , і якщо потрібно буде, тоді одружитися з нею.
В такому стані морального прозріння, душевного підйому і бажання каятися, Нехлюдов приходить в острог на побачення з Катюшею Масловою, але, на подив і жах, бачить, що та Катюша, яку він знав і любив, давно померла, її «Не було, а була одна Маслова» — вулична дівка, яка дивиться на нього, блискучими «нехорошим блиском» очима, як на одного зі своїх клієнтів, просить у нього гроші, а коли він їх передає і намагається висловити те головне, з чим він прийшов, вона зовсім не слухає його, ховаючи від наглядачки взяті гроші собі за пояс.
«Адже це мертва жінка» — думає Нехлюдов, дивлячись на Маслову. У його душі, на мить, прокидається «спокусник», який говорить йому, що вже нічого він з цією жінкою не зробить і треба лише дати їй грошей і залишити її. Але цю мить проходить. Нехлюдов перемагає «спокусника», залишившись твердим у своїх намірах.
Найнявши адвоката, Нехлюдов направляє касаційне прохання до сенату і їде в Петербург, щоб самому бути присутнім при розгляді справи. Але, незважаючи на всі його зусилля, касація відхиляється, голоси сенаторів розділяються і вирок суду залишається без зміни.
Повернувшись в Москву, Нехлюдов привозить з собою, для підпису Маслової, прохання про помилування на «височайше ім'я», в успіх якого він вже не вірить і, через кілька днів, слідом за партією ув'язнених, з якої етапується Маслова, відправляється в Сибір.
На час просування по етапах, Нехлюдову вдається виклопотати переведення Маслової з відділення кримінальних в'язнів до політичних. Це покращує її стан в усіх відношеннях, а зближення з деякими з політичних в'язнів творить на Маслову «рішучий і благотворний вплив» . Завдяки своїй подрузі Марії Павлівні Катюша усвідомлює, що любов не полягає в одній «статевої любові», а благотворіння це необхідна людині «звичка», «зусилля», яка повинна складати «справа життя».
Протягом всієї розповіді Толстой поступово «воскрешає» душі своїх героїв. Веде їх сходами морального вдосконалення, відроджуючи в них  «духовна істота»  і підносячи його над  «твариною» . Це «воскресіння» відкриває для Нехлюдова і Маслової нове світорозуміння, роблячи їх співчутливими і уважними до всіх людей.
В кінці роману, партія Маслової, пройшовши близько п'яти тисяч верст, прибуває в велике сибірське місто, з великою пересильної в'язницею. У поштамт цього міста стікалася вся пошта, яка йшла з центру Росії Нехлюдову (перебуваючи в постійному русі по етапах, він просто не міг отримувати листів). Розбираючи пошту, Нехлюдов знаходить лист свого друга юності Селеніна. Разом з листом Селенін висилає Нехлюдову копію офіційного паперу з помилуванням Маслової, згідно з якою каторжні роботи замінюються їй поселенням в Сибіру.
З звісткою про помилування Нехлюдов приходить на побачення з Масловою. На цьому побаченні він говорить їй, що як тільки вийде офіційний папір, вони зможуть вирішити, де оселитися. Але Маслова відмовляє Нехлюдову. За час свого перебування з політичними ув'язненими, вона близько познайомилася із засланим в Якутську область Володимиром Симонсон, який закохався в неї. І, незважаючи на те, що Нехлюдов був і залишався єдиним чоловіком, якого вона по-справжньому любила, Маслова, не бажаючи більше жертви Нехлюдова і боячись, що вона зіпсує йому життя, вибирає Симонсона.
Попрощавшись з Масловою, Нехлюдов обходить тюремні камери острогу разом з мандрівним англійцем, його перекладачем, і тільки пізно ввечері, в стомленому і пригніченому стані, повертається в номер свого готелю. Залишившись один, Нехлюдов згадує все бачене їм за останні місяці: то  «страшне зло , яке він бачив і дізнався в кабінетах чиновників, в судах, в тюрмах і т. Д .; зло яке «святкувало, царював, і не видно було ніякої можливості не тільки перемогти його, але навіть зрозуміти, як перемогти його» . Все це тепер піднімається в його уяві і вимагає роз'яснення. Статут думати над цим, Нехлюдов сідає на диван і  «машинально»  відкриває Євангеліє, подароване йому англійцем.
Читаючи Євангеліє, Нехлюдов не спиться всю ніч,  «як губка воду»  вбираючи  «в себе, то потрібне, важливе і радісне, що відкрилося йому в цій книзі»  і знаходячи для себе відповіді на всі мучили питання . Таким чином, закінчуючи свій роман, в останньому розділі його, Лев Толстой, вустами Дмитра Нехлюдова, висловлює свій погляд на християнське вчення.
У євангельському розумінні Толстого «„Воскресіння“ <…> „…повстання любові з труни тіла“», «з труни своєї особистості».